# 球磨村立一勝地第二小学校

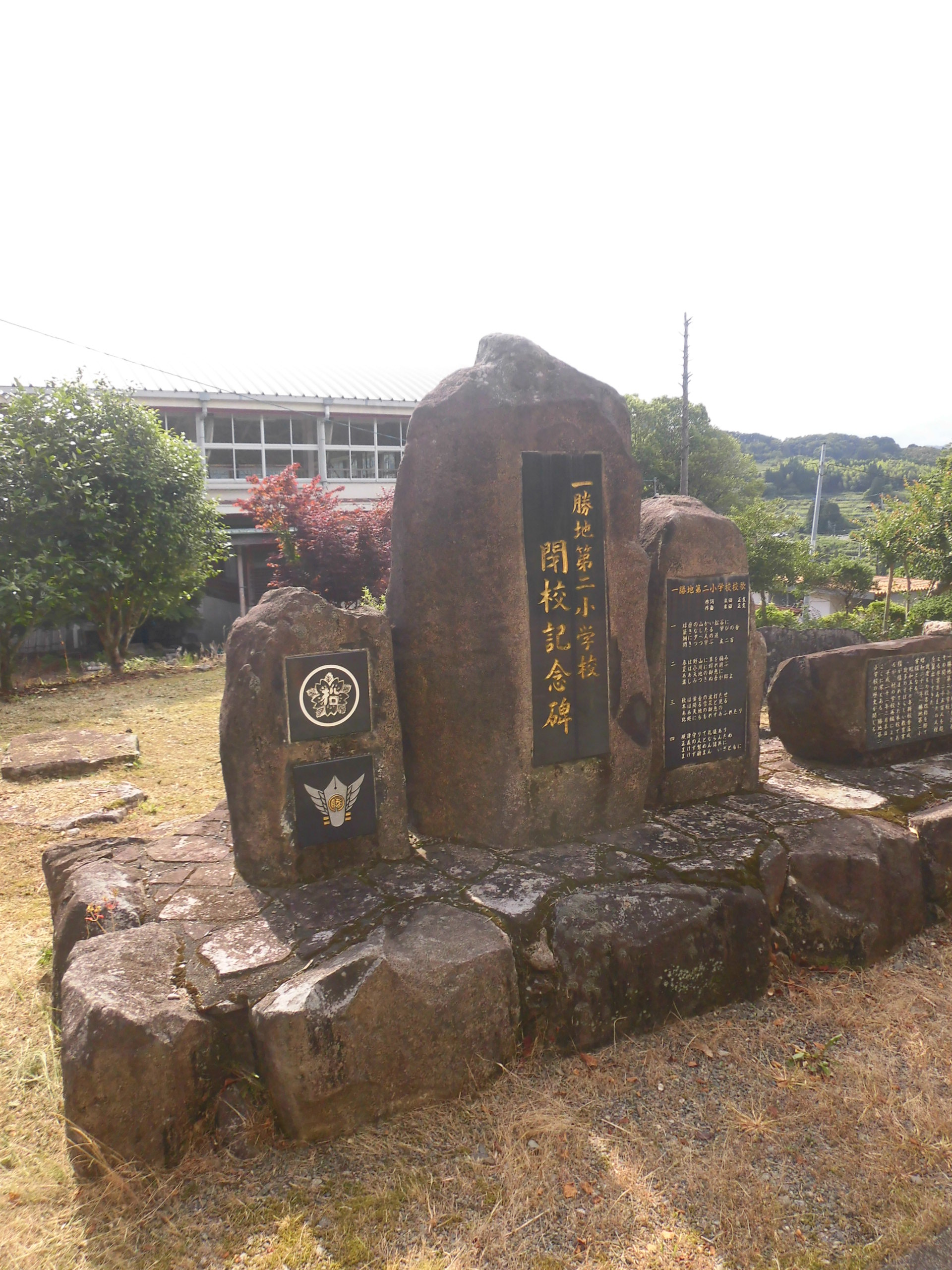
閉校記念碑

球磨村立一勝地第二小学校（くまそんりついっしょうちだいにしょうがっこう）は、かつて熊本県球磨郡球磨村三ヶ浦乙にあった公立小学校。
2010年（平成22年）3月末をもって閉校し、校区を分割した上で、球磨村立一勝地小学校および球磨村立渡小学校に統合された。

## 概要
歴史
前身となる小学校2校はどちらも1875年（明治8年）。1878年（明治11年）に統合。2010年（平成22年）に閉校し、135年の歴史に幕を下ろした。
校章
旧校章（初代）は、桜の花弁を背景にして、中央に「松」の文字（旧校名「松谷」の頭文字）を配していた。一勝地第二小学校に改称後は、翼と学問を象徴するペン先を背景にして、中央に、円状にした「一」の文字で囲んだ「勝」の文字を配している。「第二」を表すために、校章の背後に二本線を引いている。
校歌
作詞・作曲ともに米田正支による。歌詞は4番まであり、1番の歌詞中に旧校名の「松谷」が登場する。
分校
- 俣口分校（またぐち）- 本校とともに2010年（平成22年）閉校。
  - 最終所在地（俣口分校） - 熊本県球磨郡球磨村一勝地甲1840番地4
（北緯32度11分14.1秒 東経130度38分35.1秒 / 北緯32.187250度 東経130.643083度）

## 沿革
- 1875年（明治8年）9月 - 毎床に「清尾小学校」、大無田に「大無田小学校」が創立。
- 1878年（明治11年）12月 - 両校統合の上、「松谷小学校」として松谷宮前に新築移転。
- 1889年（明治22年）4月1日 - 町村制施行により、球磨郡2村（一勝地・三ヶ浦）が合併の上、「一勝地村」が発足。
- 1892年（明治25年）- 「松谷尋常小学校」に改称。
- 1900年（明治33年）- 松谷中央高地に移転。
- 1924年（大正13年） - 「松谷尋常高等小学校」と改称。
- 1930年（昭和5年）8月 - 一勝地尋常高等小学校から俣口分校が移管される。
- 1932年（昭和7年）- 現在地に移転。
- 1941年（昭和16年）4月1日 - 国民学校令施行により、「一勝地村松谷国民学校」に改称。尋常科を初等科に改める。
- 1947年（昭和22年）- 学制改革が行われる（六・三制の実施）。
  - 4月1日 - 国民学校初等科は、新制小学校「一勝地村立松谷小学校」に改称。
  - 4月22日 - 国民学校高等科は青年学校普通科とともに、新制中学校「一勝地村立一勝地中学校 松谷分校」に改組・改称。
- 1954年（昭和29年）4月1日 - 3村（渡・一勝地・神瀬）合併により、球磨村が発足。「球磨村立一勝地第二小学校」（最終名）に改称。
- 2010年（平成22年）3月31日 - 以下の統合のため、閉校。135年の歴史に幕を下ろした。
  - 一勝地第二小学校の一部と他2校（一勝地第一・神瀬）を統合の上、「球磨村立一勝地小学校」となる。
  - 一勝地第二小学校の残りと俣口分校が「球磨村立渡小学校」へ統合。
    - 最終所在地（一勝地第二小学校）- 熊本県球磨郡球磨村三ヶ浦乙629番地3
（北緯32度13分27.8秒 東経130度39分59.5秒 / 北緯32.224389度 東経130.666528度）

閉校後
- 「田舎の交流館さんがうら」として使用されている。

## 交通アクセス
最寄りの幹線道路
- 熊本県道325号遠原渡線

## 周辺
- 松谷阿蘇神社
- 那良川